# Iwan Klimow
Iwan Frołowicz Klimow (ros. Иван Фролович Климов, ur. 10 września 1903 w Kostiukowce w guberni mohylewskiej, zm. 9 października 1991 w Mińsku) – radziecki działacz partyjny i państwowy.

## Życiorys
Od 1923 był działaczem związkowym i komsomolskim, a od 1925 również partyjnym, od 1931 pracował w KC Komunistycznej Partii (bolszewików) Białorusi. W 1936 został wykładowcą Republikańskiej Szkoły Propagandzistów Partyjnych przy KC KP(b)B, następnie dyrektorem tej szkoły, potem do 1940 był dyrektorem kursów partyjnych przy KC KP(b)B, w październiku 1940 został I sekretarzem Komitetu Obwodowego KP(b)B w Wilejce. W 1941 został oficerem politycznym Armii Czerwonej (13 Armii), 1941-1942 był sekretarzem Komitetu Obwodowego Komunistycznej Partii (bolszewików) Uzbekistanu ds. kadr, od 28 maja 1943 do lipca 1944 był I sekretarzem Wilejskiego Podziemnego Komitetu Obwodowego KP(b)B; na tym stanowisku uczestniczył w rozpracowywaniu AK na Wileńszczyźnie przez partyzantkę ZSRR i władze Białoruskiej SRR. Po ponownym zajęciu Wilejki przez ZSRR latem 1944 ponownie objął stanowisko I sekretarza Wijelskiego Komitetu Obwodowego KP(b)B, które sprawował do 1951; w 1949 zaocznie ukończył Wyższą Szkołę Partyjną przy KC WKP(b). Od 18 lutego 1949 do 4 lutego 1976 był członkiem KC KP(b)B/KPB, 1951-1952 słuchaczem kursów przy KC WKP(b), od 1952 do sierpnia 1953 I sekretarzem Komitetu Obwodowego KP(b)B/KPB w Baranowiczach, od sierpnia 1953 do 1962 I zastępcą przewodniczącego Rady Ministrów Białoruskiej SRR i jednocześnie 1955-1960 członkiem Biura KC KPB. W 1961 był ministrem zapasów Białoruskiej SRR, 1962-1968 zastępcą przewodniczącego Rady Ministrów Białoruskiej SRR, a 1968-1974 zastępcą przewodniczącego Prezydium Rady Najwyższej Białoruskiej SRR. Od 1974 był pracownikiem naukowym Instytutu Historii Partii przy KC KPB, od 6 lutego 1976 członkiem Komisji Rewizyjnej KPB, a od 1980 przewodniczącym Komisji ds. Byłych Partyzantów i Działaczy Podziemia przy Prezydium Rady Najwyższej Białoruskiej SRR. W 1980 otrzymał tytuł Zasłużonego Działacza Kultury Białoruskiej SRR.